# Maximum Segment Size
Maximum Segment Size (pol. Maksymalny rozmiar segmentu) – parametr protokołu TCP, który określa maksymalny rozmiar użytecznego bloku danych w bajtach pakietu (segmentu) TCP. Dlatego ten parametr nie uwzględnia długości nagłówków TCP i IP.  Aby nawiązać poprawną sesję TCP ze zdalnym hostem, musi zostać spełniony następujący warunek:
- MSS + nagłówek TCP + nagłówek IP ≤ MTU  Zatem maksymalny rozmiar MSS = MTU – Rozmiar nagłówka IP – Rozmiar nagłówka TCP.

Zatem każdy host wymaga dostępności usługi MSS:
- IPv4  - ostatnie 536 oktetów (= 576 - 20 - 20)
- IPv6  - ostatnie 1220 oktetów (= 1280 - 40 - 20).

Zwykle konkretna wartość MSS jest określana przez system operacyjny podczas „uzgadniania TCP” z hostem docelowym w oparciu o wartości MTU lub PMTUD (ang. Path MTU Discovery). 
Jednak router pośredni (na przykład posiadający łącze o małej MTU) może podsłuchiwać pakiety TCP SYN i przesłaniać wartości MSS ogłaszane przez urządzenia końcowe. W rezultacie węzły końcowe „zgodzą się” na mniejsze MSS i pakiety nie będą musiały być fragmentowane.